# Силвер-Крик (тауншип, округ Лейк, Миннесота)
Силвер-Крик (англ. Silver Creek) — тауншип в округе Лейк, Миннесота, США. На 2000 год его население составило 1178 человек.

## География
По данным Бюро переписи населения США площадь тауншипа составляет 768,3 км², из которых 763,6 км² занимает суша, а 4,7 км² — вода (0,61 %).

## Демография
По данным переписи населения 2000 года здесь находились 1178 человек, 488 домохозяйств и 368 семей.  Плотность населения —  1,5 чел./км².  На территории тауншипа расположено 984 постройки со средней плотностью 1,3 построек на один квадратный километр. Расовый состав населения: 97,88 % белых, 0,25 % коренных американцев, 0,17 % азиатов, 0,17 % — других рас США и 1,53 % приходится на две или более других рас. Испанцы или латиноамериканцы любой расы составляли 0,25 % от популяции тауншипа.
Из 488 домохозяйств в 26,4 % воспитывались дети до 18 лет, в 66,8 % проживали супружеские пары, в 3,5 % проживали незамужние женщины и в 24,4 % домохозяйств проживали несемейные люди. 21,5 % домохозяйств состояли из одного человека, при том 8,6 % из — одиноких пожилых людей старше 65 лет. Средний размер домохозяйства — 2,41, а семьи — 2,80 человека.
21,4 % населения — младше 18 лет, 5,9 % — в возрасте от 18 до 24 лет, 24,4 % — от 25 до 44, 32,4 % — от 45 до 64, и 15,9 % — старше 65 лет. Средний возраст — 44 года. На каждые 100 женщин приходилось 107,0 мужчин.  На каждые 100 женщин старше 18 приходилось 106,2 мужчин.
Средний годовой доход домохозяйства составлял 45 662 доллара, а средний годовой доход семьи —  49 808 долларов. Средний доход мужчин —  35 313  долларов, в то время как у женщин — 22 500. Доход на душу населения составил 20 522 доллара. За чертой бедности находились 1,7 % семей и 3,0 % всего населения тауншипа, из которых 7,4 % старше 65 лет.